# Ich bin eine Terroristin
Pour plus de détails, voir Fiche technique et Distribution.
Ich bin eine Terroristin (en allemand, je suis une terroriste) est un film français réalisé par Valérie Gaudissart et sorti en 2012. 
Il a été présenté pour la première fois à la compétition « nouveaux talents » du 34e festival international du film de São Paulo.

## Synopsis
Violette, 11 ans, part de sa maison et marche sur les pas de Rosa Luxemburg dont elle se croit l’héritière. Violette se reconnaît dans ce personnage historique et se sent transportée par la force de des lettres que la révolutionnaire a écrites en prison en 1917.
Violette quitte sa France natale et se dirige vers l’Est à travers de longs trains de nuit et des chemins insensés. Elle s’arrête là où elle pense retrouver des traces de Rosa, où elle pense marcher dans ses pas. Les étapes se suivent mais ne se ressemblent pas (Berlin, Pologne). Violette vit des aventures nouvelles, des rencontres marquantes à vie. Si la fugue est secrète et solitaire, le voyage lui est entouré de rencontres nouvelles qui la font grandir et mûrir.
Violette conclut son périple initiatique de 4000 kilomètres à Luxembourg, lieu symbolique où elle peut, à sa manière et selon son invention retrouver Rosa dans sa prison.

## Fiche technique
- Titre original : Ich bin eine Terroristin
- Réalisation : Valérie Gaudissart
- Scénario : Valérie Gaudissart et Cécile Vargaftig
- Musique originale : Morton Potash
- Image : Claire Mathon
- Son : Jean-Daniel Bécache et Nicolas Berger
- Montage : Benoît Alric et Sophie Vincendeau
- Mixeur : Christian Fontaine
- Producteur : Juliette Grandmont
- Production : Clandestine Films
- Distribution : Kanibal Films
- Genre : comédie dramatique
- Durée : 97 minutes (1 h 37)
- Format : couleurs
- Dates de sortie :
  - France : 6 juin 2012

## Distribution
- Mathilde Besse : Violette
- Benoît Giros : le père
- Sylvia Etcheto : la mère
- Friedhelm Ptok : Karl Marx
- Blandine Pélissier : le commissaire de police

## Sélections
- 51e Festival International du Film de la jeunesse de Zlin République tchèque
- 9e Festival de Cinéma Jeunes Publics du Massif du Sancy
- 4e Festival International du film de la jeunesse Dhaka, Bangladesh
- 21e Festival International du Film de Tromsø Norvège
- 3e Festival International du Film de la jeunesse Kathmandu, Nepal
- 29e Festival International du film de la jeunesse de Oulu
- Het Jeugdfilm Festival du Film de la jeunesse Antwerp, Belgique
- Full Lenght Festival Internation du Film Indépendant Lublin, Pologne
- 34e Mostra, Festival international du film de São Paulo
- 13e Festival du cinéma du Québec
- 16e Festival Jean Carmet
- 20e Festival Ciné Pause Donzy-le-National
- 1ères Rencontres de la salle du Nord Est-Piennes
- Rencontres Babylon Berlin
- French Films and Filmmaker San Francisco
- Festival Premiers Plans d'Angers
- International Festival de Mannheim
- Finaliste Grand-Prix du Meilleur Scénario Sopadin
- Festival des scénaristes La Ciotat